# Voetbalkampioenschap van Elbe-Bode 1923/24
In 1923/24 werd het eerste voetbalkampioenschap van Elbe-Bode gespeeld, dat georganiseerd werd door de Midden-Duitse voetbalbond. 
SV 09 Staßfurt werd kampioen en plaatste zich voor de Midden-Duitse eindronde. De club verloor meteen van FC  Germania 1900 Halberstadt.

## Gauliga
| Plaats | Club                          | Wed. | W | G | V | Saldo | Ptn. |
| ------ | ----------------------------- | ---- | - | - | - | ----- | ---- |
| 1.     | SV 09 Staßfurt                |      |   |   |   |       |      |
| 2.     | FC Teutonia 1913 Aschersleben |      |   |   |   |       |      |
| 3.     | VfB Staßfurt                  |      |   |   |   |       |      |
| 4.     | FC Askania 1900 Aschersleben  |      |   |   |   |       |      |
| 5.     | SpVgg 1908 Aschersleben       |      |   |   |   |       |      |
| 6.     | VfB Anhalt 1907 Frose         |      |   |   |   |       |      |
| 7.     | FC Preußen Hettstedt          |      |   |   |   |       |      |

|  | Kampioen, geplaatst voor Midden-Duitse eindronde |
|  | Degradatie                                       |